# Lieinix
Lieinix es un género de mariposas de la familia Pieridae, subfamilia Dismorphiinae. Las especies de este género y sus subespecies se distribuyen por varios países de América del Sur y América Central (México, Brasil, El Salvador, Ecuador, Venezuela, Perú, Guatemala, Panamá y Costa Rica).

## Especies
- Lieinix christa (Reissinger, 1970)
- Lieinix cinerascens (Salvin, 1871)
- Lieinix lala (Godman & Salvin, 1889)
- Lieinix neblina J. Maza & R.G. Maza, 1984
- Lieinix nemesis (Latreille, [1813])
- Lieinix viridifascia (Butler, 1872)